# Parafia św. Olivera Plunketta w Cannon Hill
Parafia św. Olivera Plunketta w Cannon Hill – parafia rzymskokatolicka, należąca do archidiecezji Brisbane.
Przy parafii funkcjonuje katolicka szkoła podstawowa św. Olivera Plunketta.